# Klocksdorf
Klocksdorf ist ein Ortsteil der Gemeinde Carlow im Landkreis Nordwestmecklenburg in Mecklenburg-Vorpommern.
Der Ort liegt südlich des Hauptortes Carlow an der Kreisstraße K 9 am Nordufer des Röggeliner Sees. Nordöstlich fließt die Maurine, ein linker Nebenfluss der Stepenitz. Südwestlich, südlich und südöstlich erstreckt sich das 328 ha große Naturschutzgebiet Kuhlrader Moor und Röggeliner See.

## Baudenkmale
In der Liste der Baudenkmale in Carlow (Mecklenburg) sind für Klocksdorf drei Baudenkmale aufgeführt.